# 拓跋陸
拓跋陸（?—?），中國南北朝時期北魏始祖神元皇帝拓跋力微之後代，北魏宗室，封真定侯。

## 生平
拓跋陸於太武帝拓跋燾在位時，以武功頗蒙恩遇，拜散騎常侍，賜爵真定侯，其後逝世。拓跋陸的曾孫元軌於東魏孝靜帝元善見在位期間為營構使。後任徐州刺史，以濫施酷政出名，雖然擔任顯要職位，當時人仍輕視他。

## 延伸阅读
[在维基数据编辑]
 《魏書·卷14》，出自魏收《魏书》